# Бриттон, Конни
Конста́нс Эле́йн Бри́ттон (англ. Constance Elaine Britton, имя при рождении — Конста́нс Эле́йн Уо́мак (англ. Constance Elaine Womack), род. 6 марта 1967, Бостон, Массачусетс, США) — американская актриса, певица и продюсер.
Конни Бриттон достигла известности по своей роли Никки Фабер в комедийном сериале канала ABC «Спин-Сити» (1996—2000). С 2006 по 2011 год она играла роль Тами Тейлор в драматическом телесериале NBC «Огни ночной пятницы», которая принесла ей признание критиков и две номинации на премию «Эмми» в категории «Лучшая актриса в драматическом сериале».
В 2011 году Бриттон сыграла роль Вивьен Хармон в сериале FX «Американская история ужасов» за которую она номинировалась на премию «Эмми» за лучшую женскую роль в мини-сериале или фильме в 2012 году. На большом экране она известна по ролям в фильмах «Братья Макмаллен», «В лучах славы», «Женщины в беде» и «Кошмар на улице Вязов». С 2012 по 2018 год она исполняла главную роль Рейны Джеймс в музыкально-драматическом сериале ABC «Нэшвилл», которая принесла ей номинацию на премию «Золотой глобус» за лучшую женскую роль в телевизионном сериале — драма и очередную номинацию на«Эмми» за лучшую женскую роль в драматическом телесериале.
В 2018 году Конни исполнила роль Дебры Ньюэлл в криминальном сериале «Грязный Джон» за которую она в 2019 году снова была номинирована на премию «Золотой глобус» за лучшую женскую роль — мини-сериал или телефильм.
В 2014 году Бриттон заняла пост посла доброй воли ООН.

## Ранние годы
Констанс Уомак родилась в Бостоне, штат Массачусетс в семье физиков — Линды и Аллена Уомак. В возрасте семи лет она вместе с родителями и сестрой-близнецом переехала в Линчберг, Вирджиния, где она обучалась в E. C. Glass High School. Позже она изучала азиатскую культуру в Дартмутском колледже, а после его окончания, в 1989 году, переехала в Нью-Йорк, где два года провела изучая актёрское мастерство в Neighborhood Playhouse Сэнфорда Мейснера.

## Карьера

### Начало карьеры
Конни Бриттон дебютировала в театре во время своего обучения в Neighborhood Playhouse в пьесе «Эта девушка». Хотя она получила хорошие отзывы от критиков за свою игру, её будущее в Neighborhood Playhouse было поставлено под угрозу, так как студентам было запрещено выступать в период обучения. В конце концов она окончила обучение и последующие два года выступала в различных офф-бродвейских постановках. Чтобы оплачивать аренду квартиры она подрабатывала инструктором по аэробике в Нью-Йорке и между этим искала агента. В 1995 году она дебютировала на экране в независимом низкобюджетном фильме «Братья Макмаллен», который имел неожиданный успех как у критиков, так и в прокате, собрав более десяти млн долларов в США при бюджете всего в двадцать пять тысяч. Актриса получила всего лишь четыре тысячи долларов за съёмки в фильме, однако он в конечном счёте помог ей начать карьеру на экране. После успеха фильма она переехала в Лос-Анджелес, где вскоре получила второстепенную роль в комедийном сериале «Эллен», а также снялась в двух телевизионных пилотах, не получивших зелёный свет на дальнейшее производство.

### «Спин-Сити» и последующие роли

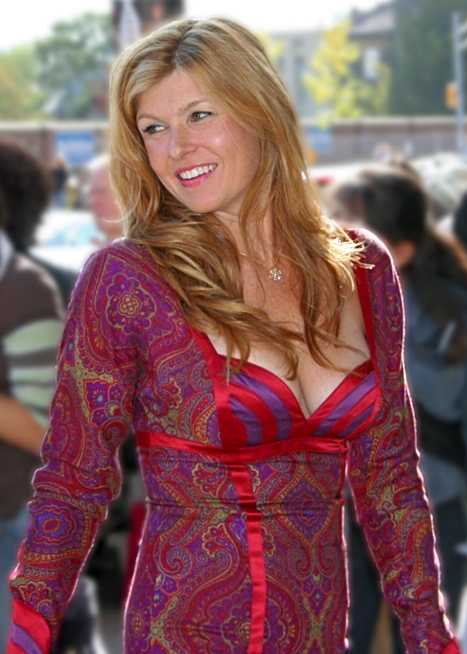
Конни Бриттон в 2006 году на Кинофестивале в Торонто.

В марте 1996 года Конни Бриттон отправилась на прослушивание на одну из главных ролей в пилоте комедийного сериала и в конечном счёте её получила. В комедийно-политическом сериале канала ABC «Спин-Сити» о работниках мэрии Нью-Йорка, Бриттон исполняла роль Никки Фабер, доброго, но невротического бухгалтера и подруги персонажа Майкла Джей Фокса. Сериал добился критического и рейтингового успеха, а Бриттон получала похвалу критиков за исполнение роли сильной, но в то же время привлекательной для зрителя героини, а её актёрский дуэт с Фоксом также получал хорошие отзывы. Между работой в сериале она снялась в фильмах «Обратная оговорка» и «Не оглядываясь назад», где воссоединилась с Эдвардом Бёрнсом, с которым в 1995 году снялась в картине «Братья Макмаллен». Конни Бриттон снималась в «Спин-Сити» на протяжении четырёх сезонов, до 2000 года и покинула его в финале сезона вместе с Майклом Джей Фоксом. Их позже заменили Чарли Шин и Хизер Локлир.
После ухода из «Спин-Сити» Конни Бриттон снялась в недолго просуществовавшем комедийном сериале NBC «Борьба Фицджералдс» в 2001 году. В том же году она появилась в четырёх эпизодах политической драмы «Западное крыло» в роли Конни Тейл, члена предвыборной кампании, а также сыграла роль Гертруды Темпл, матери Ширли Темпл, в телефильме «История Ширли Темпл». Фильм был встречен со смешанными отзывами от критиков, которые отмечали его «бесхребетность» в связи со слишком плоским изображением жизни Голливуда тридцатых годов в период Второй мировой войны. Ранее в том же году она сыграла главную роль в независимой романтической комедии «Шедевр» с Марин Хинкль. Фильм был встречен со смешанными отзывами от критиков. В следующем году она сыграла главную роль в ещё одном недолго просуществовавшем ситкоме — «Потерянные дома» канала ABC, который был закрыт после четырёх эпизодов в связи со смертью Грегори Хайнса, также снимавшегося в шоу. После она снялась в кинофильмах, таких как «Огни ночной пятницы» и «В поисках Китти». В «Огнях ночной пятницы» она сыграла роль жены героя Кайла Чендлера, а в «В поисках Китти» вновь воссоединилась с Эдвардом Бёрнсом, с которым в 1995 году снялась в фильме «Братья Макмаллен». В 2006 году она снялась в пятом сезоне сериала «24 часа», где исполнила роль Дианы Хаксли, подруги главного героя Джека Бауэра (Кифер Сазерленд).

### «Огни ночной пятницы» и успех

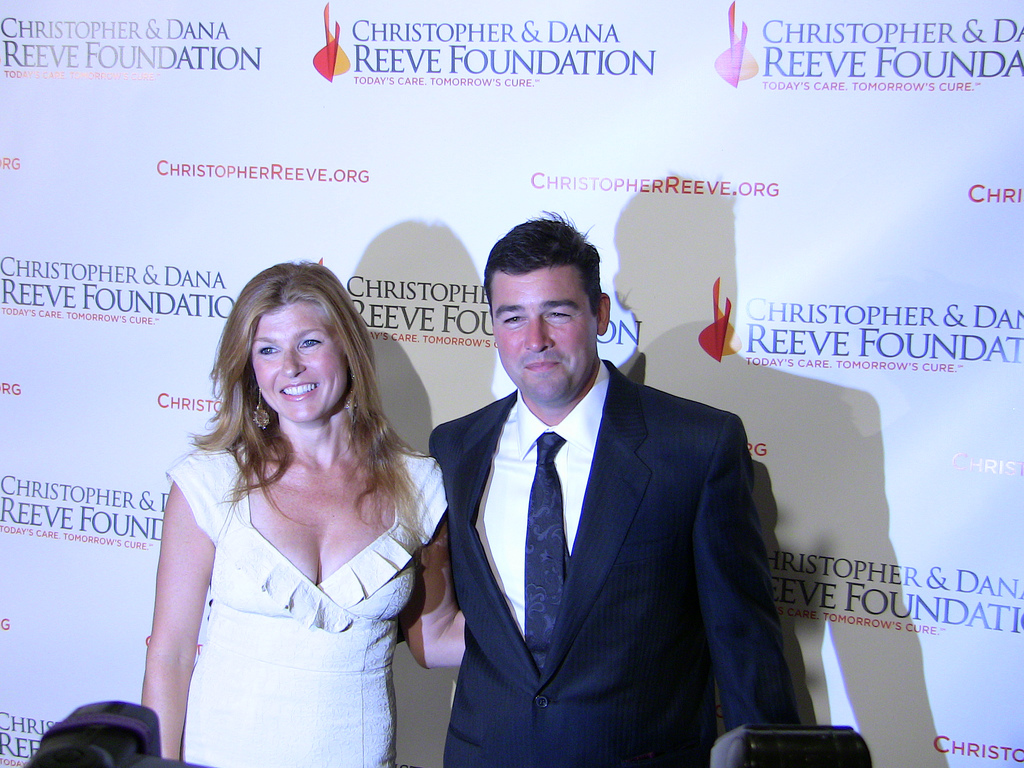
Конни Бриттон и Кайл Чендлер в декабре 2008 года.

В 2006 году Бриттон начала играть роль Тами Тейлор в драматическом телесериале канала NBC «Огни ночной пятницы», телевизионной версии одноимённого фильма 2004 года где актриса сыграла роль жены главного героя в исполнении Кайла Чендлера. Хотя сериал не смог достичь рейтинговых успехов он был любим телевизионными критиками, а Бриттон получала хорошие отзывы за свою игру. Хотя критики единогласно хвалили игру актрисы и сам проект, Бриттон ежегодно была претендентом в номинанты на премию «Эмми», однако первый раз была выдвинута на награду в категории «Лучшая актриса в драматическом телесериале» в 2010 году. В 2011 году она вновь номинировалась на «Эмми», однако не выиграла премию, а сам сериал выдвигался на соискание премии в категории «Лучший драматический сериал».
После завершения сериала «Огни ночной пятницы» в 2011 году, Конни Бриттон, была приглашена на роль Вивьен Хармон в первом сезоне сериала-антологии канала FX и Райана Мерфи — «Американская история ужасов». Сериал был хорошо принят большинством критиков, а также получил ряд наград и номинаций. В 2012 году Бриттон была номинирована на премию «Эмми» за лучшую женскую роль в мини-сериале или фильме за свою роль в сериале.

### Настоящее время
В 2012 году Бриттон исполняет главную роль Рейны Джеймс в музыкально-драматическом сериале канала ABC «Нэшвилл», разработанном лауреатом премии «Оскар» — Кэлли Хоури. В центре сюжета популярная кантри-певица средних лет, Рейна Джеймс (Бриттон), карьера которой пошла на спад,решает объединиться в совместном гастрольном туре с восходящей звездой Джульетт Барнс, которую играет Хайден Панеттьери Ещё до премьеры сериал собрал ряд благоприятных отзывов от телевизионных критиков и лидировал по количеству положительных отзывов среди осенних премьер, а Бриттон называли одной из самых интересных лиц телевизионного сезона. Известно, что гонорар Бриттон за каждый из эпизодов сериала составляет сто тысяч долларов. За игру стареющей певицы, Бриттон, вновь получила похвалу критиков, которые сошлись во мнении об универсальности актрисы и её номинации на «Эмми» в 2013 году. Помимо номинации на «Эмми», в 2013 году актриса также впервые была номинирована на премию «Золотой глобус» за лучшую женскую роль в телевизионном сериале — драма. Сериал просуществовал шесть сезонов и был закрыт в 2018 году.
Бриттон сыграла Трейси Салливан в комедийной драме 2014 года «Дальше живите сами», где также снялись Джейсон Бейтман, Адам Драйвер, Роуз Бирн, Тина Фей, Кэтрин Хан, Эбигейл Спенсер и Джейн Фонда.
В 2016 году Конни воссоединилась с создателем «Американской истории ужасов» Райаном Мерфи в его телесериале «Народ против О. Джея Симпсона: Американская история преступлений» в роли Фэй Резник. В 2017 году снялась в роли Элли в комедийном сериале «СМИЛФ». В 2018 году она снялась в комедийно-драматическом фильме «Земля устойчивых привычек».
Также 2018 году Бриттон начала сниматься в роли оператора службы спасения Эбби Кларк в процессуальной драме «9-1-1», что стало для неё третьим сотрудничеством с Райаном Мерфи. В том же году она вернулась в «Американскую историю ужасов», в восьмом сезоне «Апокалипсис», повторно исполнив роль Вивьен Хармон. Она также снялась в роли Дебры Ньюэлл в сериале «Грязный Джон», посвященном подлинной криминальной антологии «Браво», за что в 2019 году получила вторую в карьере номинацию на «Золотой глобус».
В январе 2021 года в российский прокат выйдет триллер «Девушка, подающая надежды» с Кэри Маллиган в главной роли. Фильм повествует о девушке, ведущей двойную жизнь и уверенной, что нет ничего соблазнительнее мести. Конни Бритон сыграла в картине роль Дин Уокер.

## Личная жизнь
Бриттон использует свою замужнюю фамилию как сценический псевдоним. Во время обучения в Дартмутском колледже она встретила банкира Джона Бриттона. Они поженились 5 октября 1991 года и развелись в 1995 году.
В ноябре 2011 года Бриттон усыновила мальчика из Эфиопии, которого назвала Эйоб «Йоби» Бриттон.

## Фильмография

### Кино
| Год  | Название на русском                  | Название на английском                    | Роль                     | Примечания          |
| ---- | ------------------------------------ | ----------------------------------------- | ------------------------ | ------------------- |
| 1995 | Братья Макмаллен                     | The Brothers McMullen                     | Молли МакМаллен          |                     |
| 1996 | Обратная оговорка                    | Escape Clause                             | Лесли Буллард            | Телевизионный фильм |
| 1998 | Не оглядываясь назад                 | No Looking Back                           | Келли                    |                     |
| 2001 | История Ширли Тэмпл                  | Child Star: The Story of Shirley Temple   | Гертруда Темпл           | Телевизионный фильм |
| 2001 | Одноглазый король                    | One Eyed King                             | Хелен Райли              |                     |
| 2001 | Шедевр                               | The Next Big Thing                        | Кейт Кроули              |                     |
| 2003 | Потерянные в доме                    | Lost at Home                              | Рэйчел Раус              |                     |
| 2004 | В поисках Китти                      | Looking for Kitty                         | Марси Петраселли         |                     |
| 2004 | В лучах славы                        | Friday Night Lights                       | Шэрон Гайнс              |                     |
| 2005 | Специальный Эд                       | Special Ed                                | Эби                      |                     |
| 2005 | Жизнь тренера                        | The Life Coach                            | Конни                    |                     |
| 2006 | Пенный эффект                        | The Lather Effect                         | Валинда                  |                     |
| 2006 | Последняя зима                       | The Last Winter                           | Эбби Селлерс             |                     |
| 2009 | Женщины в беде                       | Women in Trouble                          | Дорис                    |                     |
| 2010 | Кошмар на улице Вязов                | A Nightmare on Elm Street                 | доктор Гвендолин Холбрук |                     |
| 2011 | Представление                        | Conception                                | Глория                   |                     |
| 2012 | Ищу друга на конец света             | Seeking a Friend for the End of the World | Дайан                    |                     |
| 2012 | Когда поют ангелы                    | When Angels Sing                          | Сьюзан Уокер             |                     |
| 2013 | С кем переспать?!                    | The To-Do List                            | миссис Кларк             |                     |
| 2014 | Дальше живите сами                   | This Is Where I Leave You                 | Трейси Салливан          |                     |
| 2015 | Я, Эрл и умирающая девушка           | Me & Earl & the Dying Girl                | миссис Гайнс             |                     |
| 2015 | Ультраамериканцы                     | American Ultra                            | Виктория Лассетер        |                     |
| 2017 | Профессор Марстон и его Чудо-женщины | Professor Marston and the Wonder Women    | Джозетт Франк            |                     |
| 2018 | Земля устойчивых привычек            | The Land of Steady Habits                 | Барбара                  |                     |
| 2019 | Мустанг                              | Mustang                                   | Психолог                 |                     |
| 2019 | Скандал                              | Bombshell                                 | Бет Айлз                 |                     |
| 2020 | Девушка, подающая надежды            | Promising Young Woman                     | Дин Уокер                |                     |

### Телевидение
| Год       | Название на русском                                              | Название на английском                             | Роль                   | Примечания                       |
| --------- | ---------------------------------------------------------------- | -------------------------------------------------- | ---------------------- | -------------------------------- |
| 1995—1996 | Эллен                                                            | Ellen                                              | Хизер                  | 3 эпизода                        |
| 1996—2000 | Спин Сити                                                        | Spin City                                          | Никки Фабер            | Регулярная роль, 100 эпизодов    |
| 1998      | Купидон                                                          | Cupid                                              | Мэделин                | 1 эпизод                         |
| 2000—2001 | Беглец: Погоня продолжается                                      | The Fugitive                                       | Мэгги Кимбл Юм         | 3 эпизода                        |
| 2001      | Борьба Фицджералдс                                               | The Fighting Fitzgeralds                           | Софи                   | Регулярная роль, 10 эпизодов     |
| 2001      | Западное крыло                                                   | The West Wing                                      | Конни Тейт             | 4 эпизода                        |
| 2003      | Потерянные в доме                                                | Lost at Home                                       | Рэйчел Дэвис           | Регулярная роль, 6 эпизодов      |
| 2005      | Переходный возраст                                               | Life as We Know It                                 | Диана                  | 1 эпизод                         |
| 2006      | 24 часа                                                          | 24                                                 | Дайан Хаксли           | 6 эпизодов                       |
| 2006—2011 | Огни ночной пятницы                                              | Friday Night Lights                                | Теми Тейлор            | Регулярная роль, 76 эпизодов     |
| 2011      | Американская история ужасов: Дом-убийца                          | American Horror Story: Murder House                | Вивьен Хармон          | Регулярная роль, 12 эпизодов     |
| 2012—2016 | Нэшвилл                                                          | Nashville                                          | Рейна Джеймс           | Регулярная роль, 86 эпизодов     |
| 2015      | Народ против О. Джея Симпсона: Американская история преступлений | American Crime Story: The People vs. O. J. Simpson | Фэй Резник             | 2 эпизода                        |
| 2017      | Американский папаша!                                             | American Dad!                                      | она сама (озвучивание) | Эпизод: «Whole Slotta Love»      |
| 2017      | СМИЛФ                                                            | SMILF                                              | Элли                   | 2 эпизода                        |
| 2018      | 9-1-1                                                            | 9-1-1                                              | Эбби Кларк             | 12 эпизодов                      |
| 2018      | Американская история ужасов: Апокалипсис                         | American Horror Story: Apocalypse                  | Вивьен Хармон          | Эпизод: «Return to Murder House» |
| 2018      | Грязный Джон                                                     | Dirty John                                         | Дебра Ньюэлл           | Регулярная роль                  |
| 2021      | Белый лотос                                                      | The White Lotus                                    | Николь Моссбахер       | 6 эпизодов                       |

## Дискография

### Альбомы
| Название                                  | Детали релиза                                                                                       | Позиции в чартах | Позиции в чартах | Позиции в чартах |
| Название                                  | Детали релиза                                                                                       | US               | US Country       | US Soundtracks   |
| ----------------------------------------- | --------------------------------------------------------------------------------------------------- | ---------------- | ---------------- | ---------------- |
| The Music of Nashville: Season 1 Volume 1 | - Дата выхода: 11 декабря 2012 года - Лейбл: Big Machine Records - Формат: CD, цифровая дистрибуция | 14               | 3                | 1                |
| The Music of Nashville: Season 1 Volume 2 | - Дата выхода: 7 мая 2013 - Лейбл: Big Machine Records - Формат: CD, цифровая дистрибуция           | 13               | 5                | 2                |
| The Music of Nashville: Season 2 Volume 1 | - Дата выхода: 10 декабря 2013 - Лейбл: Big Machine Records - Формат: CD, цифровая дистрибуция      | 34               | 7                | 4                |

### Синглы
| Год                                     | Сингл                                             | Пиковые позиции в чартах | Пиковые позиции в чартах | Альбом                                    |
| Год                                     | Сингл                                             | US Country               | US                       | Альбом                                    |
| --------------------------------------- | ------------------------------------------------- | ------------------------ | ------------------------ | ----------------------------------------- |
| 2012                                    | «No One Will Ever Love You» (с Чарльзом Истеном)A | 36                       | 117                      | The Music of Nashville: Season 1 Volume 1 |
| 2012                                    | «Wrong Song» (с Хайден Панеттьер)                 | 39                       | —                        | The Music of Nashville: Season 1 Volume 1 |
| 2013                                    | «Stronger Than Me»                                | 42                       | —                        | The Music of Nashville: Season 1 Volume 2 |
| 2013                                    | «The Best Songs Come from Broken Hearts»          | 48                       | —                        | н/д                                       |
| 2014                                    | «He Ain’t Gonna Change» (с Хайден Панеттьер)      | 50                       | —                        | н/д                                       |
| «—» denotes releases that did not chart |                                                   |                          |                          |                                           |

## Награды и номинации
| Год  | Премия                                    | Категория                                           | Проект                      | Результат |
| ---- | ----------------------------------------- | --------------------------------------------------- | --------------------------- | --------- |
| 2007 | Готэм                                     | Лучшая женская роль                                 | Последняя зима              | Номинация |
| 2007 | Ассоциация телевизионных критиков         | Индивидуальные достижения в драматическом сериале   | Огни ночной пятницы         | Номинация |
| 2008 | Ассоциация телевизионных критиков         | Индивидуальные достижения в драматическом сериале   | Огни ночной пятницы         | Номинация |
| 2010 | Спутник                                   | Лучшая женская роль в телевизионном сериале — драма | Огни ночной пятницы         | Победа    |
| 2010 | Эмми                                      | Лучшая актриса в драматическом телесериале          | Огни ночной пятницы         | Номинация |
| 2011 | Спутник                                   | Лучшая женская роль в телевизионном сериале — драма | Огни ночной пятницы         | Номинация |
| 2011 | Эмми                                      | Лучшая актриса в драматическом телесериале          | Огни ночной пятницы         | Номинация |
| 2012 | Эмми                                      | Лучшая женская роль в мини-сериале или фильме       | Американская история ужасов | Номинация |
| 2012 | Спутник                                   | Лучший сериал — драма (как продюсер)                | Нэшвилл                     | Номинация |
| 2012 | Спутник                                   | Лучшая женская роль в телевизионном сериале — драма | Нэшвилл                     | Номинация |
| 2013 | Золотой глобус                            | Лучшая женская роль в телевизионном сериале — драма | Нэшвилл                     | Номинация |
| 2013 | Эмми                                      | Лучшая актриса в драматическом телесериале          | Нэшвилл                     | Номинация |
| 2013 | New York Women in Film & Television Award | Muse Award                                          | N/A                         | Победа    |
| 2019 | Золотой глобус                            | Лучшая актриса в мини-сериале или телефильме        | Грязный Джон                | Номинация |